# NGC 36
NGC 36 là một thiên hà xoắn ốc trong chòm sao Song Ngư.